# Betty Hilton
Pour les articles homonymes, voir Hilton.
Betty Hilton, née le 12 février 1920 et morte le 3 juillet 2017, est une joueuse de tennis britannique de l'après-seconde Guerre mondiale.
Elle a notamment atteint la finale du double dames aux Internationaux de France de tennis en 1949 aux côtés de Joy Gannon.

## Palmarès (partiel)

### Finales en double dames
| No | Date       | Nom et lieu du tournoi         | Catégorie | Surface      | Vainqueures                     | Partenaire      | Score         |          |
| -- | ---------- | ------------------------------ | --------- | ------------ | ------------------------------- | --------------- | ------------- | -------- |
| 1  | 18-05-1949 | Internationaux de France Paris | G. Chelem | Terre (ext.) | Louise Brough Margaret Osborne  | Joy Gannon      | 7-5, 6-1      | Parcours |
| 2  | 1950       | Internationaux d'Italie Rome   |           | Terre (ext.) | Jean Quertier Jean Walker-Smith | Kathleen Tuckey | 1-6, 6-3, 6-2 |          |

## Parcours en Grand Chelem (partiel)
Si l’expression « Grand Chelem » désigne classiquement les quatre tournois les plus importants de l’histoire du tennis, elle n'est utilisée pour la première fois qu'en 1933, et n'acquiert la plénitude de son sens que peu à peu à partir des années 1950.

### En simple dames
| Année | Championnat d'Australie | Championnat d'Australie | Internationaux de France | Internationaux de France | Wimbledon      | Wimbledon        | US National | US National |
| ----- | ----------------------- | ----------------------- | ------------------------ | ------------------------ | -------------- | ---------------- | ----------- | ----------- |
| 1939  | -                       | -                       | -                        | -                        | 2e tour (1/32) | Nancy Dickin     | -           | -           |
| 1946  | -                       | -                       | 1/4 de finale            | Pauline Betz             | 4e tour (1/8)  | Margaret Osborne | -           | -           |
| 1947  | -                       | -                       | -                        | -                        | 4e tour (1/8)  | Patricia Canning | -           | -           |
| 1948  | -                       | -                       | -                        | -                        | 3e tour (1/16) | Shirley Fry      | -           | -           |
| 1949  | -                       | -                       | 1er tour (1/32)          | A. Seghers               | 1/4 de finale  | Margaret Osborne | -           | -           |
| 1950  | -                       | -                       | -                        | -                        | 1/4 de finale  | Patricia Canning | -           | -           |

À droite du résultat, l’ultime adversaire.

### En double dames
| Année | Championnat d'Australie | Championnat d'Australie | Internationaux de France | Internationaux de France | Wimbledon                   | Wimbledon                 | US National | US National |
| ----- | ----------------------- | ----------------------- | ------------------------ | ------------------------ | --------------------------- | ------------------------- | ----------- | ----------- |
| 1939  | -                       | -                       | -                        | -                        | 2e tour (1/16) Diana Wood   | C. St. Omer Alice Weiwers | -           | -           |
| 1946  | -                       | -                       | 1/2 finale Joan Curry    | Pauline Betz Doris Hart  | 1er tour (1/32) Freda James | Betty Nuthall M. Scriven  | -           | -           |
| 1947  | -                       | -                       | -                        | -                        | 1/2 finale Jean Nicholl     | Doris Hart P. Canning     | -           | -           |
| 1948  | -                       | -                       | -                        | -                        | 3e tour (1/8) Kay Stammers  | Helen Rihbany B. Scofield | -           | -           |
| 1949  | -                       | -                       | Finale Joy Gannon        | Louise Brough M. Osborne | 1/2 finale Joy Gannon       | Louise Brough M. Osborne  | -           | -           |
| 1950  | -                       | -                       | -                        | -                        | 1/4 de finale K. Tuckey     | M. Buck Nancy Chaffee     | -           | -           |

Sous le résultat, la partenaire ; à droite, l’ultime équipe adverse.